# Inter7
inter7（インターセブン）とは、かつて存在したWebメールのフリーメールサービスの1種。POP3なども提供され、メーラー等でも使用できたが、送信用のSMTPサーバーは公開されていなかった。（契約プロバイダなどのSMTPサーバを使用する。）
無料で使用でき、有料オプションは無かった。広告表示の収入で運用されているが、本文への広告表示はない。公式規約には「法人だけではなく個人やアダルトサイトの広告掲載も可能」と説明されている。月極とクリック型の2種類があるが、2009年現在クリック型の申し込みは中止されている。

## 沿革
- 2002年、サービスを開始。
- 2013年9月2日、パスワードなどのアカウント情報が一部流出した[2]。
- 2014年12月7日、突然全サービスの完全停止を発表した。12月20日に、12年にわたるサービスを終了した。

## 機能、仕様
- Webメール、POP3、IMAP、POP3S、IMAPS、自動転送。
- メールのサイズは100MBまで送受信できる。
- メールボックスは6,000通まで保存できる。容量は250MBからで、毎日1MBずつ拡張できる。
- 受信許可、受信拒否。
- 自動返信
- POP3の外部メールを取り込める。

## 受信可能アドレス
アカウント（example@inter7.jp）を作ると、以下の12種類のドメインで受信できる。
| - @ml.inter7.jp - @shop.inter7.jp - @trash.inter7.jp - @friend.inter7.jp - @family.inter7.jp - @mm.inter7.jp | - @job.inter7.jp - @touroku.inter7.jp - @kensyou.inter7.jp - @bbs.inter7.jp - @hp.inter7.jp - @manage.inter7.jp |

2013年4月27日現在でのアドレス取得は、
- @inter7.jp

のみとなっている。